# Gottfried Vanoni
Gottfried Vanoni SVD (* 30. März 1948 in Chur; † 25. April 2006 in Maria Enzersdorf, Österreich) war ein schweizerischer römisch-katholischer Theologe und Autor.

## Leben
Gottfried Vanoni wuchs mit seinen fünf Geschwistern in Bad Ragaz in der Schweiz auf. Im Jahre 1969 schloss er seine Matura an der Stiftsschule Einsiedeln ab und trat bald darauf der Gesellschaft des Göttlichen Wortes bei. Von 1970 bis 1976 studierte er Theologie an der Philosophisch-Theologischen Hochschule St. Gabriel und schloss sein Studium mit einer Diplomarbeit über das Buch Jona ab. Am 15. Mai 1976 empfing Vanoni die Priesterweihe. Im darauffolgenden Jahr begann er eine Promotion an der Ludwig-Maximilians-Universität München mit dem Schwerpunkt Exegese und Bibeltheologie und schloss diese 1983 mit einer Arbeit über Literaturkritik und Grammatik ab.
Vanoni lehrte ab 1983 Altes Testament in St. Gabriel und war dort von 1986 bis 1995 und wieder ab 2001 zusätzlich als Dekan und in seinen letzten Lebensjahren als Vizerektor tätig. Ab 1988 lehrte er außerdem als Gastprofessor an der Katholisch-Theologischen Fakultät der Universität Wien. An der Hochschule Heiligenkreuz dozierte er ab 1989 Hebräisch und Altes Testament.
Als Referent, Autor, Komponist und Vorsitzender der „Arbeitsgemeinschaft der deutschsprachigen katholischen Alttestamentlerinnen und Alttestamentler“ (AGAT) war er bis ins Alter vielseitig engagiert. Er verstarb im Missionshaus St. Gabriel an einem Hirntumor.

## Publikationen (Auswahl)
- Literaturkritik und Grammatik. Untersuchung der Wiederholungen und Spannungen in 1 Kön 11–12 (= Münchener Universitätsschriften. Arbeiten zu Text und Sprache im Alten Testament. Bd. 21). EOS, Sank Ottilien 1984.
- Der Mann, der Taube hieß: mit Kindern die Bibel lesen; das Buch Jona (= Katechetische Handlungsfelder. Bd. 4). Herder, Wien 1984.
- Du bist doch unser Vater (Jes 63, 16) : zur Gottesvorstellung des Ersten Testaments (= Stuttgarter Bibelstudien. Bd. 159). Katholisches Bibelwerk, Stuttgart 1995.
- Gottfried Vanoni und Bernhard Heininger: Die Neue Echter Bibel – Themen 4 – Das Reich Gottes: Perspektiven des Alten und Neuen Testaments. Echter, Würzburg 2002.